# Rytidostylis
Rytidostylis là một chi thực vật có hoa trong họ Cucurbitaceae.

## Loài
Chi Rytidostylis gồm các loài: